# Піко-
піко- (позначення п або p) — префікс системи SI, що означає множник 10−12.
Префікс затверджено у 1960 році. Походить від італійського piccolo, що означає маленький. Приклад використання — пікофарад (пФ).